# 通貨単位
通貨単位（つうかたんい）とは、通貨の単位のことであり、通貨額をあらわすのに用いられる。一般に通貨記号を用いてあらわされる。

## 概要
通貨単位は貨幣の量を決める単位であり、ほかの物品との交換やほかの通貨との交換に用いる計量である。通貨の補助単位を並行して用いることもある。多くの場合、貨幣の原料となる鉱石での単位を用いるが、それ以外の穀物や物品などをもとにすることも多くある。
たとえばアメリカ合衆国の通貨単位はドル（$あるいはUSD）、日本の通貨単位は「円」、台湾の通貨単位は台湾圓（TWDあるいはNT$あるいはNTD）、ブラジルの通貨単位はレアル（現地発音で「ヘアウ」、real。BRLあるいはR$）である。

## 世界の通貨単位の歴史
紀元前の中東、地中海地域で活動したフェニキア人の植民地やカルタゴ、古代イスラエルでもシェケルが使われた。
古代ローマでは紀元前211年からデナリウスが使われ、これは10アスに相当した。
中国を初めて統一した秦は、度量衡を統一して銅貨の半両銭を鋳造し半両（12銖）を貨幣重量の基準とした。

## 日本の通貨単位
日本では現在は「円」が用いられるが、為替など特定の状況下では「銭」も用いられる。

### 歴代の通貨単位
さまざまな通貨単位が用いられた歴史がある。貨幣のものに基づいたものだけではなく、米や布、土地などさまざまなものが元になっている。現在でも諺などでのこっており、まれに使用されることがある。
※五十音順
| - 糸目（いとめ） - 永（えい） - 圓（えん） - 斛（かい） - 貫（かん） - 貫目（かんめ） - 貫匁（かんめ） - 貫文（かんもん） - 金（きん） - 銀（ぎん） - 小糸目（こいとめ） - 小糸目中（こいとめなか） - 合（ごう） - 石（こく） | - 尺（しゃく） - 朱（しゅ） - 銖（しゅ） - 朱中（しゅなか） - 升（しょう） - 丈（じょう） - 常（じょう） - 小斤（しょうきん） - 小両（しょうりょう） - 寸（すん） - 銭（せん） | - 大斤（たいきん） - 大両（たいりょう） - 端（たん） - 段（だん） - 丁（ちょう） - 斗（と） - 屯（とん） - 疋（ひき） - 緡（びん） - 分（ぶ） - 歩（ぶ） - 分（ふん） | - 升（ます） - 毛（もう） - 文（もん） - 匁（もんめ） - 厘（りん） - 両（りょう） |